# Lempdes
Lempdes település Franciaországban, Puy-de-Dôme megyében. Lakosainak száma 8646 fő (2022. január 1.). Lempdes Aulnat, Clermont-Ferrand, Cournon-d’Auvergne, Pont-du-Château és Mur-sur-Allier községekkel határos.

## Népesség
A település népességének változása:
| Lakosok száma | 8308 | 8315 | 8742 | 8409 | 8543 | 8677 | 8669 | 8663 | 8646 |
|               | 2013 | 2015 | 2016 | 2017 | 2018 | 2019 | 2020 | 2021 | 2022 |